# هيلموت لست
هيلموت لست (بالألمانية: Helmut List)‏ هو صناعي نمساوي، ولد في 20 ديسمبر 1941 في غراتس في النمسا.